# USNS Sacagawea (T-AKE-2)
L'USNS Sacagawea (T-AKE-2) est un vraquier de la classe Lewis and Clark. Il est le troisième navire exploité par l'United States Navy à être nommé Sacagawea, la femme shoshone qui a agi comme guide et interprète pour l'expédition Lewis et Clark, et l'un des rares navires de la marine américaine portant un nom de femme.
Le contrat de construction du navire a été attribué à la National Steel and Shipbuilding Company (NASSCO) de San Diego, en Californie, le 18 octobre 2001. Il a été lancé et baptisé en juin 2006 parrainée par deux des descendants de Sacagawea, Lucy Diaz et Rachel Ariwite

## Fonction et mission
L'USNS Sacagawea est l'un des 14 navires qui composent le programme de prépositionnement maritime de l'United States Marine Corps.
En janvier 2013, l'USNS Sacagawea a été transféré à l'Escadron maritime de prépositionnement 3 (MPSRON-3) à Saipan. Quelques jours après son arrivée, il a participé à l'Exercice Freedom Banner en République des Philippines. C'est le seul exercice de force de prépositionnement maritime financé annuellement dans le Corps des Marines et continue d'être un terrain d'essai pour la validation du concept.
Pendant Freedom Banner 13, le Marine Air-Ground Task Force (MAGTF) a utilisé à la fois des connecteurs verticaux sous la forme d'avions Boeing-Bell V-22 Osprey et des connecteurs de surface sous la forme de péniches de débarquement, utilitaires (LCU) et péniches de débarquement, des bateaux mécanisés «Mike 8» (LCM-8 (en)) chargés à bord du USNS 1st Lt. Jack Lummus (T-AK 3011). Ces connecteurs navire-terre dédiés ont non seulement permis le redressement du MAGTF, mais ont également fourni du soutien aux forces à terre pendant la conduite de l'exercice.

## Galerie

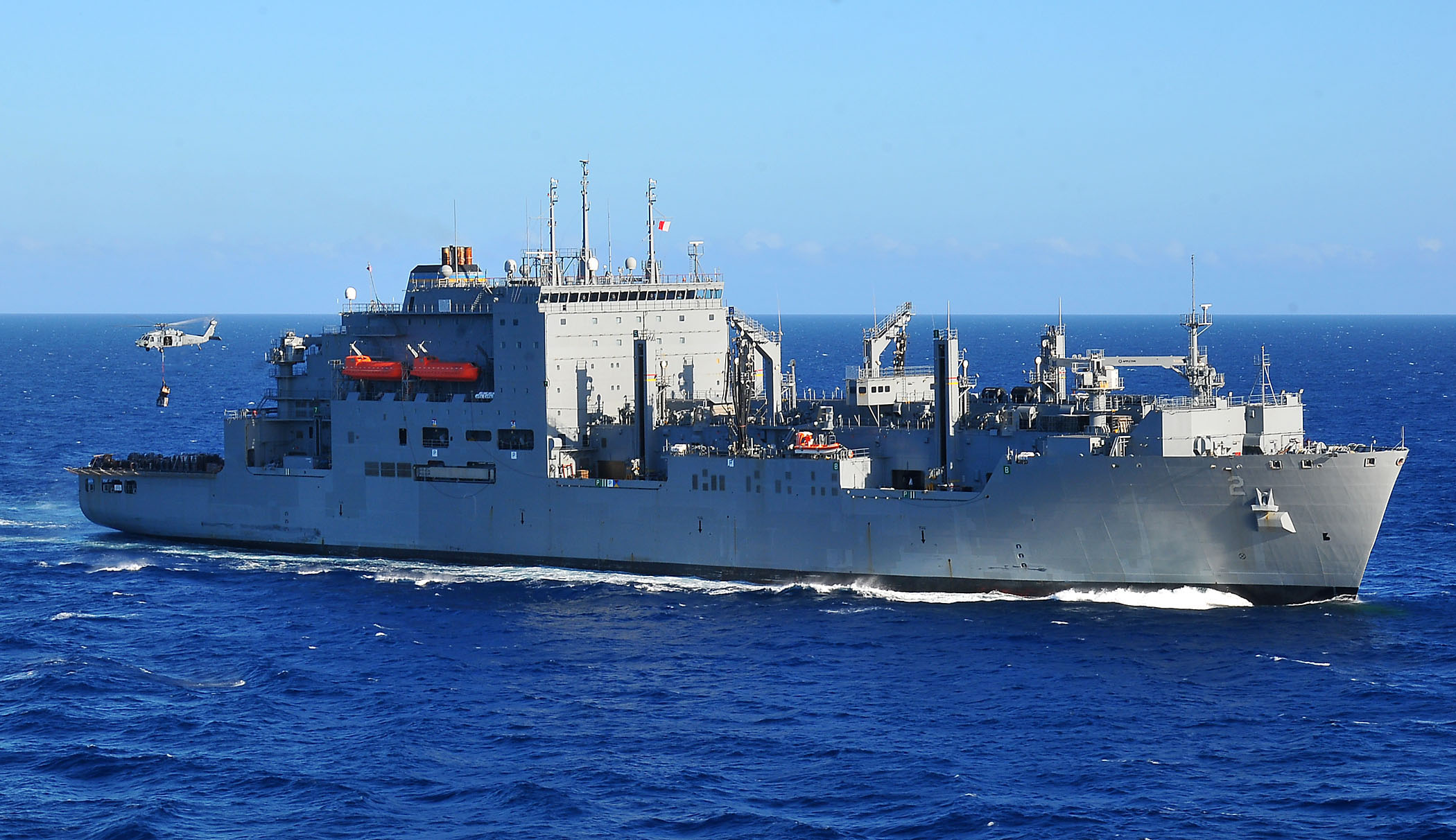
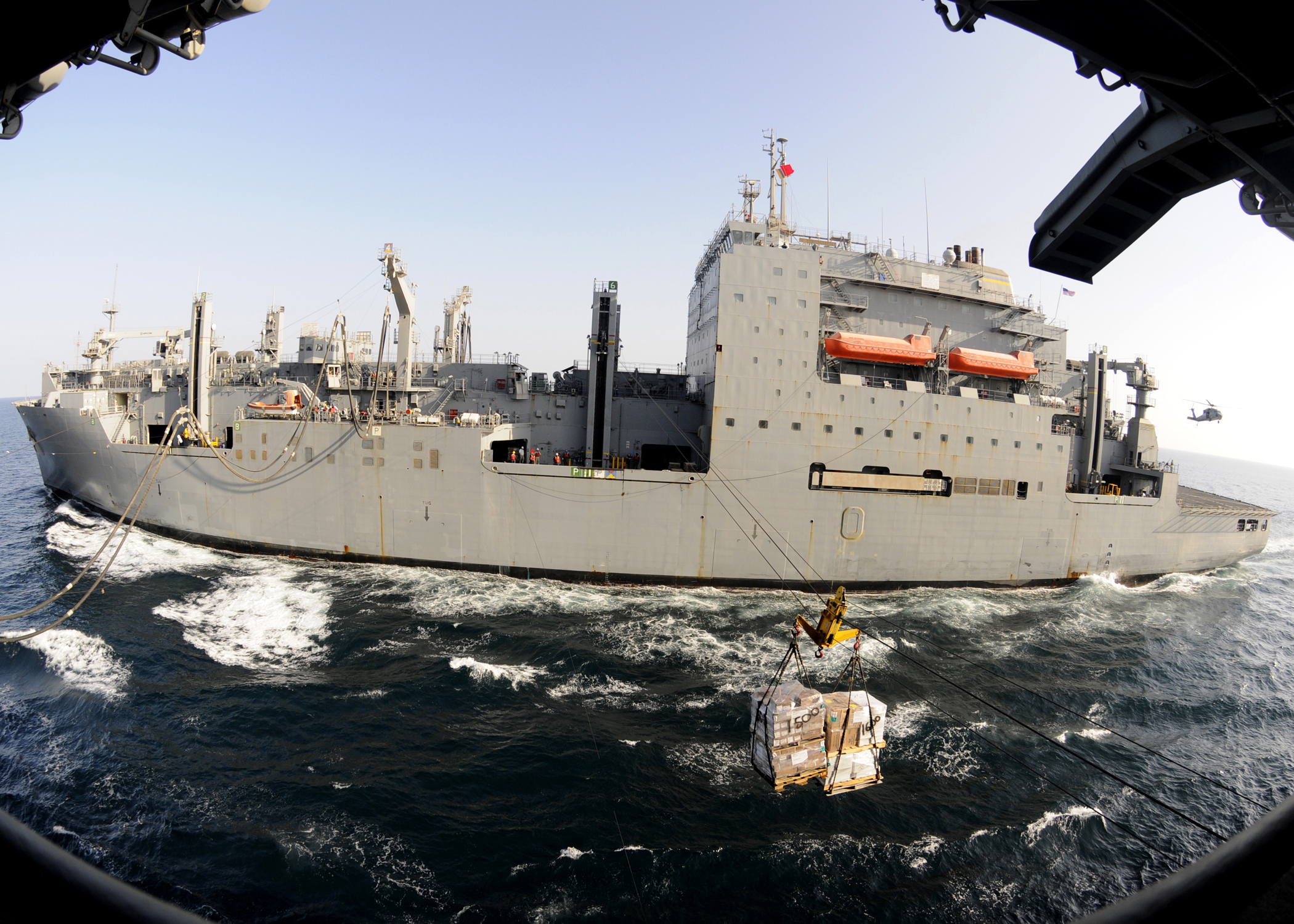